# Macroglossum clemensi
Macroglossum clemensi là một loài bướm đêm thuộc họ Sphingidae, chi Macroglossum.